# 圣马丹德比安费特-拉克雷索尼耶尔
圣马丹德比安费特-拉克雷索尼耶尔（法語：Saint-Martin-de-Bienfaite-la-Cressonnière，法語發音：[sɛ̃ maʁtɛ̃ də bjɛ̃fɛt la kʁɛsɔnjɛʁ] ⓘ）是法国卡尔瓦多斯省的一个市镇，位于该省东南部，与厄尔省接壤，属于利雪区和利雪诺曼底城市圈公共社区，其市镇面积为11.55平方公里，2022年1月1日时人口数量为530人。
圣马丹德比安费特-拉克雷索尼耶尔是利雪诺曼底城市圈公共社区的组成部分。

## 行政
圣马丹德比安费特-拉克雷索尼耶尔的邮政编码为14290，INSEE市镇编码为14621。

## 地理

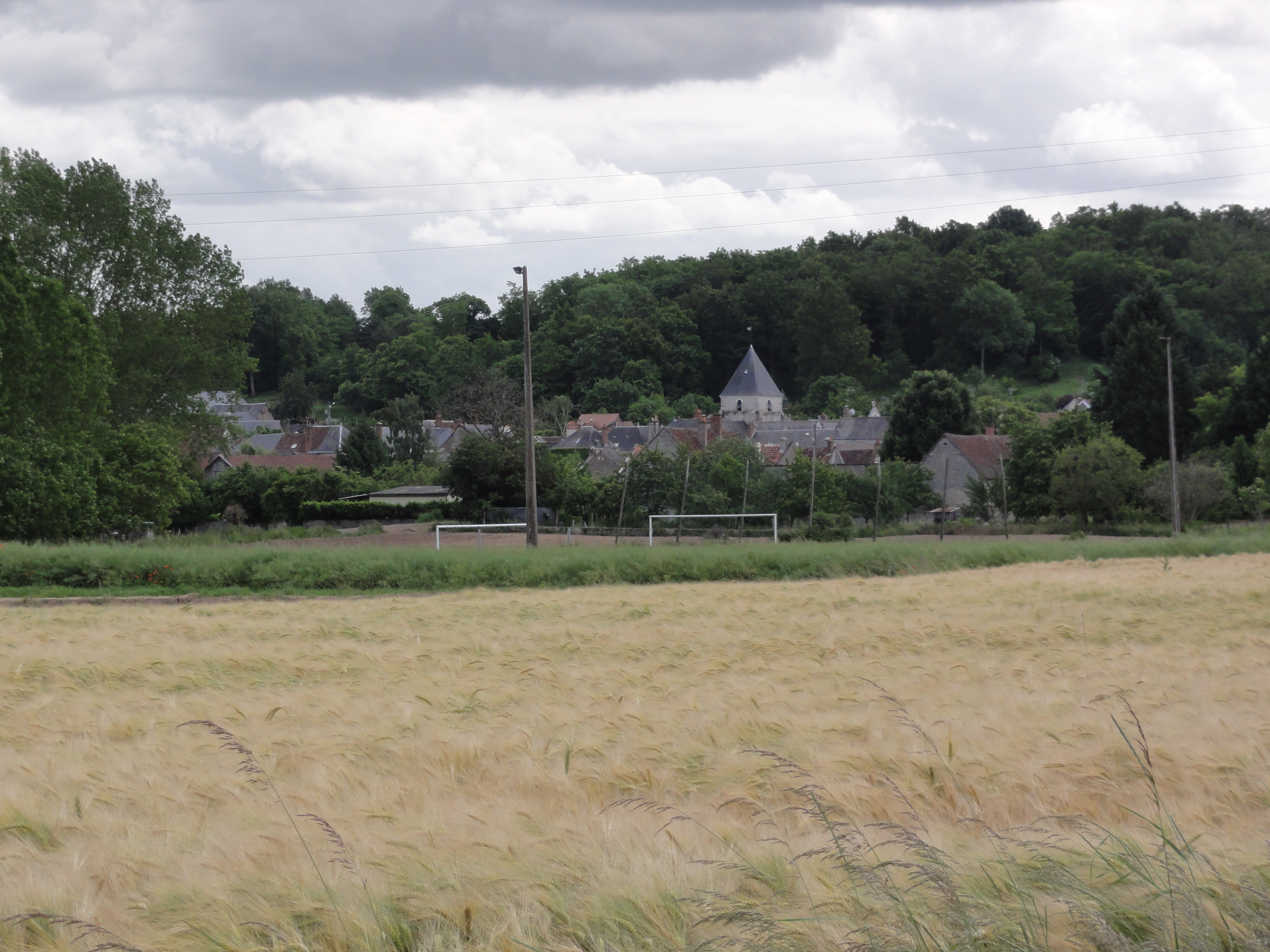
远眺圣马丹德比安费特-拉克雷索尼耶尔镇中心

圣马丹德比安费特-拉克雷索尼耶尔（49°2'43"N, 0°21'44"E）位于法国西北部，诺曼底大区中部和卡尔瓦多斯省东南部。
与圣马丹德比安费特-拉克雷索尼耶尔接壤的市镇包括：塞尔奈、奥尔贝克、圣日尔曼拉康帕尼、利瓦罗派多日、瓦洛尔比凯。
圣马丹德比安费特-拉克雷索尼耶尔位于奥尔比凯河干流左岸，另有一条叫拉克雷索尼耶尔（La Cressonnière）的小溪流经境内。境内以平原和浅丘为主，地势自北向南略有抬升，镇中心地势平坦。
按照柯本气候分类法，圣马丹德比安费特-拉克雷索尼耶尔属于温带海洋性气候，全年温差较小，降水分布均匀。

## 历史
圣马丹德比安费特-拉克雷索尼耶尔成立于1972年，由圣马丹德比安费特（Saint-Martin-de-Bienfaite）和拉克雷索尼耶尔（La Cressonnière）合并而成。两地在历史上均长期为普通村落，其中圣马丹德比安费特中世纪出现教堂，法国大革命后成为卡尔瓦多斯省的市镇。

## 交通
卡尔瓦多斯省省道D47线和D272线经过圣马丹德比安费特-拉克雷索尼耶尔境内。

## 政治
现任圣马丹德比安费特-拉克雷索尼耶尔市长为克里斯蒂安·德·梅纳瓦尔先生（Christian de Meneval），他是一名无党派人士。

## 人口
| 年份   | 1936 | 1946 | 1954 | 1962 | 1968 | 1975 | 1982 | 1990 | 1999 | 2006 | 2011 | 2016 | 2018 |
| ------ | ---- | ---- | ---- | ---- | ---- | ---- | ---- | ---- | ---- | ---- | ---- | ---- | ---- |
| 人口數 | 455  | 503  | 538  | 473  | 445  | 518  | 594  | 477  | 443  | 479  | 519  | 461  | 443  |

## 社会
圣马丹德比安费特-拉克雷索尼耶尔镇中心有一处邮局、一处面包房、一家餐厅和两家肉铺。

## 景观

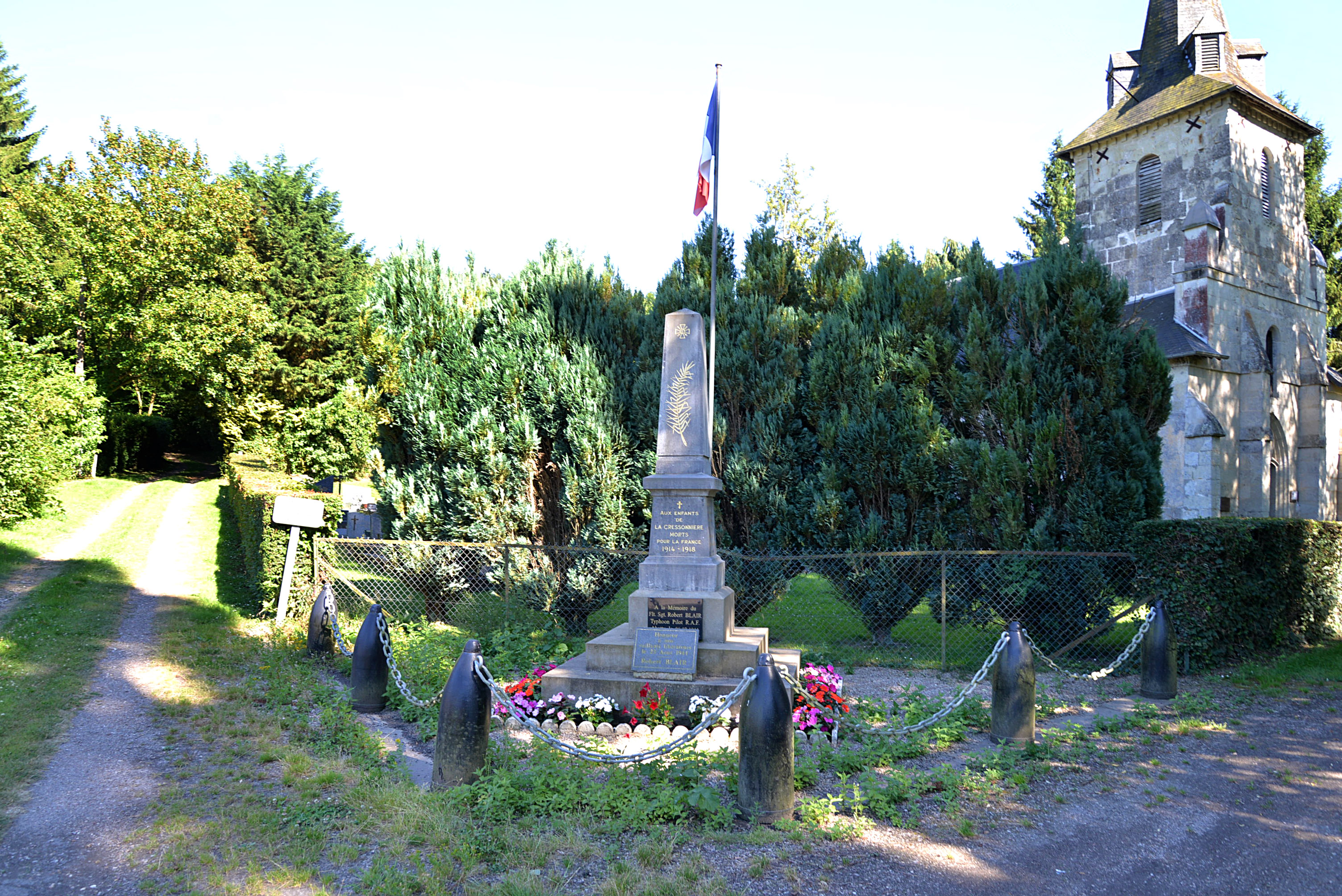
战争纪念碑

圣马丹德比安费特-拉克雷索尼耶尔境内有一处圣母教堂和一处战争纪念碑。